# Franz Bockenheimer von Bockenheim
Franz Bockenheimer von Bockenheim (německy Franz Seraphin Friedrich Ritter Bockenheimer von Bockenheim) (4. října 1856 Tarnów – 24. listopadu 1937 Vídeň) byl rakousko-uherský generál. Jako absolvent vojenské akademie sloužil v c. k. armádě od roku 1877, vystřídal působení u různých jednotek ženistů, uplatnil se také jako pedagog a spisovatel v oboru vojenské teorie. V letech 1907–1916 zastával funkci sekčního šéfa na c. k. ministerstvu zeměbrany. V roce 1913 byl v armádě povýšen do hodnosti polního zbrojmistra. Na začátku první světové války jeho vliv poklesl, v roce 1916 byl odeslán do penze.

## Životopis
Pocházel ze staré šlechtické rodiny, byl synem c. k. majora Franze Xavera Bockenheimera (1816–1889). Základní vzdělání získal ve Štýrském Hradci a v letech 1873–1877 studoval na Technické vojenské akademii ve Vídni. Do armády vstoupil v roce 1877 jako poručík k 1. ženijnímu pluku v Olomouci, s touto jednotkou pak vystřídal službu v Přemyšlu, Trentu a v roce 1879 byl povýšen na nadporučíka. V letech 1881–1883 si doplnil vzdělání ve vyšším kurzu pro důstojníky dělostřelectva a byl přidělen k železničnímu odboru na generálním štábu, v roce 1886 byl povýšen na kapitána. V roce 1889 byl přidělen ke štábu 3. armádního sboru ve Štýrském Hradci a poté tamtéž sloužil u 27. pěšího pluku. V letech 1891–1895 působil jako pedagog v důstojnických kurzech a mezitím byl v roce 1892 povýšen na majora. V této době napsal dvě učebnice se zaměřením na vojenský výcvik. Jako podplukovník (1895) sloužil u 79. pěšího pluku v Rijece a Karlovaci. V roce 1897 dosáhl hodnosti plukovníka a v letech 1898–1904 řídil železniční odbor na generálním štábu.
V roce 1904 byl povýšen do hodnosti generálmajora a do roku 1907 byl velitelem 43. brigády c. k. zeměbrany ve Štýrském Hradci. V letech 1907–1911 byl sekčním šéfem na ministerstvu zeměbrany a k datu 1. května 1908 získal hodnost polního podmaršála. Od března do října 1911 zastával funkci velitele 18. pěší divize v Mostaru, pak se ale vrátil na ministerstvo zeměbrany a znovu byl sekčním šéfem. V té době patřil k významným organizátorům jednotek zeměbrany a k datu 1. května 1913 dosáhl hodnosti polního zbrojmistra. V prosinci 1914 byl z ministerstva propuštěn ze zdravotních důvodů, v následujícím roce se vrátil do aktivní služby na pozici sekčního šéfa. K datu 1. května 1916 byl penzionován.

## Tituly a ocenění
Od narození užíval šlechtický titul rytíře s predikátem von Bockenheim, který rodina získala v roce 1613. Jako sekční šéf na ministerstvu zeměbrany obdržel v roce 1913 titul c. k. tajného rady s nárokem na oslovení Excelence. Během vojenské služby získal řadu vyznamenání v Rakousku-Uhersku i v zahraničí.

### Rakousko-Uhersko
- Vojenský záslužný kříž III. třídy (1895)
- Jubilejní pamětní medaile (1898)
- Řád železné koruny III. třídy (1902)
- Služební odznak pro důstojníky III. třídy (1902)
- komtur Řádu Františka Josefa (1904)
- Vojenský jubilejní kříž (1908)
- rytířský kříž Leopoldova řádu (1909)
- Bronzová vojenská záslužná medaile (1911)
- Služební odznak pro důstojníky II. třídy (1912)
- Vyznamenání za zásluhy o Červený kříž s válečnou dekorací (1915)
- komandérský kříž Leopoldova řádu s válečnou dekorací (1915)
- Řád železné koruny I. třídy s válečnou dekorací (1916)

### Zahraničí
- Řád červené orlice II. třídy (1898, Německo)
- komandérský kříž Řádu sv. Mořice a Lazara (1901, Itálie)
- komandérský kříž Řádu sv. Olafa (1901, Norsko)
- Řád vycházejícího slunce III. třídy (1904, Japonsko)
- Železný kříž II. třídy (1914, Německo)